# Vynohrad
Zhovtnivka  (ucraniano: Жовтнівка) es una localidad del Raión de Berezivka en el Óblast de Odesa de Ucrania. Según el censo de 2001, tiene una población de 333 habitantes.